# جهاز عرض إلكتروني

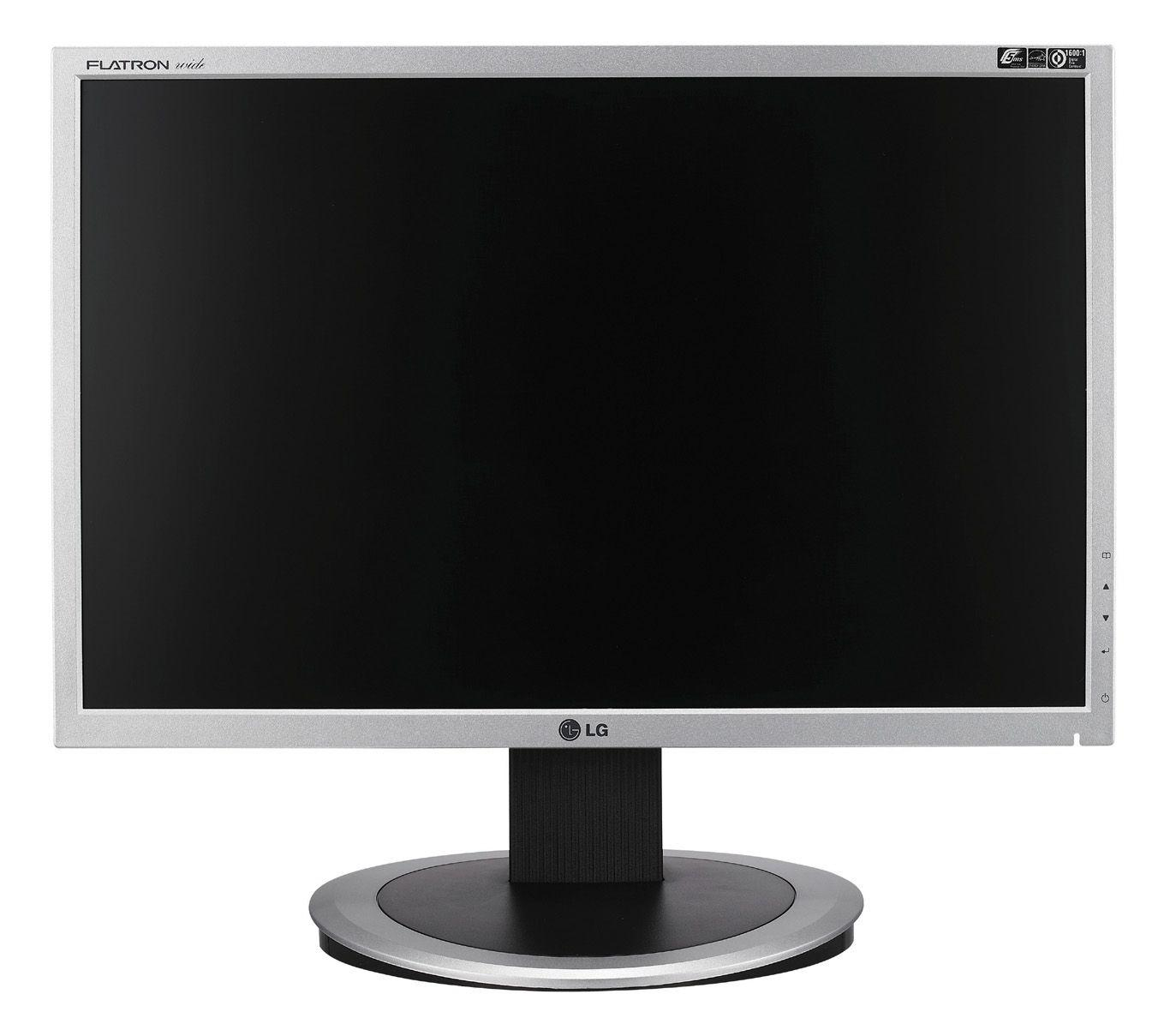

أجهزة العرض الإلكترونية وتُعرف شعبيا باسم الشاشات هي أجهزة عرض تُستخدم في عرض الصور، النصوص والمقاطع المصورة المنقولة إلكترونيًا، دون تسجيلها بشكل دائم. تشمل أجهزة العرض الإلكترونية التلفزيونات وشاشات الكمبيوتر واللوحات الرقمية، بالإصافة إلى أجهزة الإسقاط.
تنتشر أجهزة العرض الإلكترونية أيضا في كافة تطبيقات الحوسبة المتنقلة مثل الحاسبات اللوحية والهواتف الذكية والأجهزة المعلوماتية.

## الأنواع
تشمل القائمة التالية التقنيات المستخدمة لإنشاء شاشات العرض المستخدمة في حياتنا اليومة:
- شاشات عرض الإستضائة الكهربائية (EL)
- شاشة العرض البلوري السائل (LC)
- شاشات عرض الصمام الثنائي الباعث للضوء (LED)
  - شاشات عرض الثنائي العضوي الباعث للضوء (OLED)
  - شاشات عرض المصفوفة العضوية النشطة ذات الصمام الثنائي الباعث للضوء (AMOLED)
- شاشات عرض النقطة الكمومية (QD)
- شاشة عرض البلازما (P)

كما سبق ستخدام أنابيب الأشعة المهبطية على نطاق واسع في الماضي، وجار العمل على تطوير شاشات عرض الصمام الثنائي الباعث للضوء المتناهية الصغر (microLED).

## التصنيف
تعرض شاشات العرض الإلكترونية معلومات مرئية وفقًا لإشارة الدخل الكهربي (تناظرية أو رقمية) بإحدى طريقتين، إما عن طريق انبعاث الضوء (وتُسمى شاشات نشطة) أو بتعديل الضوء المتاح أثناء عملية الانعكاس أو الإرسال (وتُسمى شاشات كامنة).
| شاشات العرض الإلكترونية | |                                                |
|                         | الشاشات النشطة | الشاشات الكامنة                                |
|                         | تعرض الإشارة المرئية من خلال انبعاث الضوء                                                                                              | تعرض الإشارة المرئية من خلال تعديل الضوء       |
|                         | |                                                |
| المبدأ                  | شاشة عرض بلوري سائل (LCD) + إضاءة خلفية                                                                                                | شاشة عرض بلوري سائل                            |
| مثال                    | شاشة التلفزيون أو الكمبيوتر من نوع LCD.                                                                                                | ساعات من نوع LCD                               |
|                         | |                                                |
| المبدأ                  | الوميض المهبطي | الرحلان الكهربائي (انظر أيضًا الورق الإلكتروني) |
| مثال                    | أنبوب الأشعة المهبطية (CRT) شاشات عرض الانبعاث المجالى (FED) شاشات عرض الفلورسنت المفرغة (VFD) شاشة عرض باعث إلكتروني ذو حث سطحي (SED) | قيد البحث والتصنيع                             |
|                         | |                                                |
| المبدأ                  | الاستضائة الكهربائية | الكهرومغناطيسية                                |
| مثال                    | الصمام الثنائي الباعث للضوء شاشات عرض تصريف الغاز (وتعرف باسم شاشات عرض المهبط البارد أو أنبوب نيكسي)                                  | قيد البحث والتصنيع                             |
|                         | |                                                |
| المبدأ                  | اللمعان الضوئي | الترطيب الكهربي                                |
| مثال                    | شاشات البلازما | قيد البحث والتصنيع                             |
|                         | |                                                |
| المبدأ                  | التوهج | التعديل الكهروميكانيكي                         |
| مثال                    | شاشات عرض الأقسام السبع |                                                |
|                         | |                                                |

## أوضاع مشاهدة شاشات العرض
يُمكن مشاهدة شاشات العرض الإلكترونية إما بشكل مباشر (وتُسمى شاشات عرض مباشر) أو بإسقاط المعلومات المعروضة على الشاشة (وتُسمى شاشات إرسال أو شاشات عاكسة)، وغالبا ما يحدث ذلك مع الشاشات الأصغر عند تكبير معين.

## تخطيط عناصر الصورة
اعتمادًا على شكل وترتيب عناصر الصورة فيُمكن لشاشة العرض أن تعرض معلومات ثابتة (مثل الرموز والعلامات)، وأرقام بسيطة (في شكل الأقسام السبع) أو أشكال يُمكن التحكم فيها (كما في شاشات العرض النقطية).
| تخطيط عناصر الصورة | تخطيط عناصر الصورة                                                                                              |
| --- | --- |
| شاشات العرض ذات الأقسام (المجزأة) حيث تأخذ الأحرف والأرقام والرموز شكلا ثابتا، وأمثلتها المعروفة جيداً: شاشة الأقسام السبع شاشة الأقسام الأربعة عشر شاشة الأقسام الستة عشر | شاشات عرض المصفوفة النقطية وفيها تُرتب وحدات البكسل الفرعية في صفين؛ بحيث يمكن تشكيل وعرض الأشكال بشكل مُتحكم فيه |

- جهاز عرض